# Mogilno (województwo łódzkie)
Mogilno – wieś w Polsce położona w województwie łódzkim, w powiecie sieradzkim, w gminie Warta.
W latach 1975–1998 miejscowość administracyjnie należała do województwa sieradzkiego.
Mieszkają tam potomkowie szlacheckiego rodu Sujeckich i Śniadków.